# André Giraud
André Giraud (ur. 3 kwietnia 1925 w Bordeaux, zm. 27 lipca 1997) – francuski polityk, inżynier i urzędnik państwowy, propagator rozwoju we Francji sektora energetyki jądrowej, minister przemysłu (1978–1981) oraz obrony (1986–1988).

## Życiorys
Absolwent École polytechnique, kształcił się także w École nationale supérieure des mines oraz w École nationale supérieure du pétrole et des moteurs. Do połowy lat 60. był zawodowo związany z Institut français du pétrole (francuskim instytutem badawczym zajmującym się ropą naftową), pełnił w nim m.in. funkcję zastępcy dyrektora wykonawczego. W drugiej połowie tej dekady zajmował kierownicze stanowisko w przedsiębiorstwie Régie Nationale des Usines Renault. W latach 1970–1978 był administratorem generalnym Commissariat á l'energie atomique, francuskiego komitetu do spraw energetyki jądrowej.
Należał do Partii Republikańskiej, współtworzącej Unię na rzecz Demokracji Francuskiej. Od 6 kwietnia 1978 do 13 maja 1981 sprawował urząd ministra przemysłu w trzecim rządzie, którym kierował Raymond Barre. W 1981, po dojściu do władzy socjalistów, zajął się działalnością akademicką jako profesor na Université Paris-Dauphine. Od 21 marca 1986 do 10 maja 1988 pełnił funkcję ministra obrony w drugim gabinecie premiera Jacques’a Chiraca. Potem udzielał się jako konsultant, prowadził też własną firmę doradczą.